# The Alter Boys
The Alter Boys es una banda de música, proveniente de la ciudad estadounidense de Ohio.
Esta banda incluye miembros de grupos como Dog Fashion Disco, Unified Culture, y de Mushroomhead. También en la banda se encuentra Ryan Dunn, de la serie de televisión Jackass.
Tocan diversos estilos musicales: desde el Funk, hasta el Metal, pasando por las Baladas, determinadas por un gran bajo. Lanzaron su primer álbum en marzo de 2005 llamado The Exotic Sounds of the Alter Boys. Firmaron con el sello discográfico Fractured Transmitter label.

## Miembros
- Jason Popson — vocales
- Todd Smith — guitarra, vocalista.
- Mike Martini — guitarra, acordeón, vocalista.
- Matt Rippetoe — teclados, instrumentos de viento.
- Jeff Siegel — teclista.
- Craig Martini — bajo, vocalista.

## Antiguos miembros
- Ryan Dunn — vocalista de apoyo.

## Discografía

### Discos de larga duración
- The Exotic Sounds of the Alter Boys (8 de marzo de 2005)